# Journal of Anatomy
El Journal of Anatomy (Journal of Anatomy and Physiology des de la seva fundació el 1867 fins al 1916) és una revista científica amb avaluació d'experts publicada per Blackwell Publishing a compte de la Societat Anatòmica de Gran Bretanya i Irlanda. Segons Journal Citation Reports, el 2018 tenia un factor d'impacte de 2,638, cosa que el situava 4t entre 21 revistes de la categoria d'«Anatomia i Morfologia».